# Clavia
Clavia Digital Musical Instruments (Clavia DMI AB) es una compañía sueca fundada en Estocolmo el año 1983 por Hans Nordelius y Mikael Carlsson. Actualmente se especializa en la fabricación de sintetizadores analógicos virtuales, pianos electromecánicos virtuales y pianos de concierto.

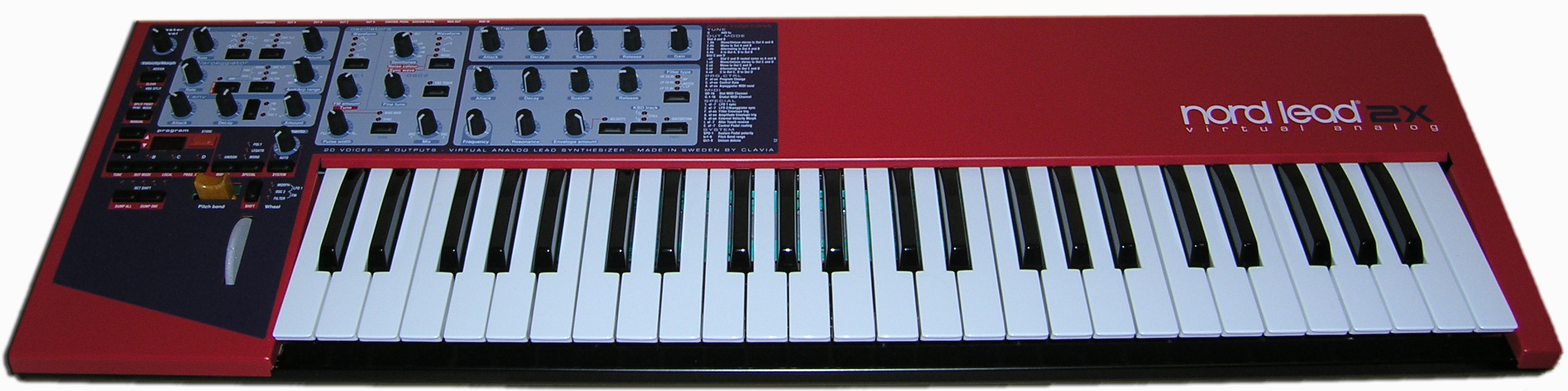
Nord Lead 2x

## Historia
En 1983, Hans Nordelius y Mikael Carlsson comenzaron a trabajar en un sótano localizado en los suburbios del sur de Estocolmo. Como resultado de ese trabajo, crearon la primera caja de ritmos digital en el mundo con fines comerciales llamada Digital Percussion Plate 1. En 1984 se lanzó una versión mejorada que podía ejecutar cuatro sonidos simultáneos desde una memoria EPROM la cual dieron en llamar DDrum.
Este fue el primer equipo en ser pintado con el característico color rojo que identificaría a la firma por años. Ese mismo año se lanzó un nuevo modelo que incluía varios módulos de sonido, cada uno con su propia memoria EPROM. Los pads utilizados para ejecutar los sonidos eran bastante inusuales para la época, ya que utilizaba cabezales de batería reales en lugar de los acostumbrados pads de goma que tenían sus competidores.
Uno de los elementos característicos de este modelo es que el redoblante tenía diferenciado el sonido que emite al ser golpeado en el centro del producido al hacerlo en el aro, lo que hacía mucho más realista su ejecución. Durante los siguientes años se fueron lanzando los modelos 2 a 4 de la DDrum, cada uno superando al modelo anterior, especialmente en lo concerniente a la sensibilidad y sutileza que era capaz de lograrse en su ejecución. La marca DDrum (junto con todos sus productos) fue vendida en el año 2005 al distribuidor estadounidense Armadillo, el que continúa la fabricación de instrumentos de percusión bajo el mismo nombre.
Muchos años después, recién en 1995, Clavia lanzó al mercado el sintetizador Nord Lead. El nuevo instrumento recibió críticas muy favorables, llegando a ser catalogado como "una pieza mágica de electrónica" por la publicación especializada Sound on Sound La llegada de este sintetizador, popularizó la síntesis analógica virtual. En 1997 se lanzó el Nord Lead 2 con algunas mejoras, incluyendo un aumento en la polifonía, pasando de 4 a 16 notas.
El Nord Lead 3 fue lanzado cuatro años después, en el 2001, con una renovación del motor de sonido, mejoras en el conversor digital/analógico y aftertouch polifónico. Más allá de estos aspectos técnicos, un detalle visual que resultó llamativo de este modelo fue el reemplazo de las perillas tradicionales tipo potenciómetro por otras de tipo sinfín, donde el valor del parámetro que ajusta es indicado con un "collar" de LEDs alrededor de la perilla.
Estos detalles hacían atractiva a esta tercera generación, pero debido a su excesivo precio se fabricaba sólo bajo pedido. Luego Clavia comenzó a tener dificultades para conseguir algunos de sus componentes, por lo que decidieron lanzar una versión actualizada del Nord Lead 2, llamada Nord Lead 2x. Esta nueva versión incluyó procesadores más rápidos, mejor conversor digital/analógico y un nuevo incremento de la polifonía, llevándolo a 20 voces. El Nord Lead 3 fue finalmente discontinuado en el año 2007, aunque el Nord Lead 2x continuó en producción.
En mayo del 2013, Clavia presentó la cuarta generación, el Nord Lead 4. Entre las novedades que presentó el modelo, es mencionable el hecho ser multímbrico de 4 partes y si bien cuenta con dos osciladores virtuales, el motor de sonidos posee un sobremuestreo de 2x y una tecnología de unísono en la que es posible apilar hasta cuatro osciladores por voz, permitiendo sonidos más potentes que sus predecesores. También presenta mejoras significativas en relación con filtros (incluyendo el agregado de simulaciones de transistores y del legendario filtro de "escalera de diodos"); en sus efectos (incluyendo distorsiones y un delay con sincronización MIDI); y en prestaciones para la ejecución en vivo: ahora permite configurar hasta siete variaciones distintas de parámetros de un mismo programa, las que son fácilmente accesibles durante la ejecución presionando una combinación de tres botones ubicados sobre el lado izquierdo del instrumento.
En 1997 Clavia lanzó el Nord Modular, un sintetizador modular con síntesis analógica virtual. Esta tecnología fue considerada un "hito" en la historia de la síntesis de sonido. Básicamente permitía al usuario construir su propio sintetizador analógico. Recién siete años después, en el año 2004 fue Clavia decidió lanzar un nuevo modelo de este sintetizador, el Nord Modular G2, el cual fue provisto de las mismas perillas sinfín que tenía el Nord Lead 3 y de un teclado más grande con aftertouch.
En el año 2001 Clavia lanzó el Nord Electro. Fue diseñado con la intención de emular los clásicos teclados electromecánicos como el que posee el órgano Hammond, los pianos eléctricos y los clavinets Hohner. Los pianos estaban basados en el uso de samples, pero los órganos fueron modelados usando "simulación digital".
Los actuales modelos de Clavia son el Nord Electro 4, emulando un Hammond B3, un Farfisa y un Vox, incluyendo a su vez, samples de diferentes pianos eléctricos: un Wurlitzer, un clavinet Hohner y varios tipos de pianos acústicos, verticales y de cola. El Nord Piano, se trata esencialmente de la sección de pianos del Nord Electro 3 pero con un teclado de 88 teclas accionadas por martillo percutante, como un piano real.
La serie Nord C se especializa en órganos y está provisto de un teclado doble. Toma la sección de órganos del Nord Electro 3, y agrega una emulación de un órgano tubular barroco. La línea Nord Stage toma los órganos y pianos del Nord Electro pero agrega un sintetizador analógico virtual.
En octubre del 2007 Clavia lanzó el Nord Wave, el cual agrega funcionalidad de sampler al motor del sintetizador analógico virtual del serie Nord Lead. Finalmente, en marzo de 2012, Clavia lazó el Nord Drum, un sintetizador analógico virtual de baterías y percusiones.

## Productos

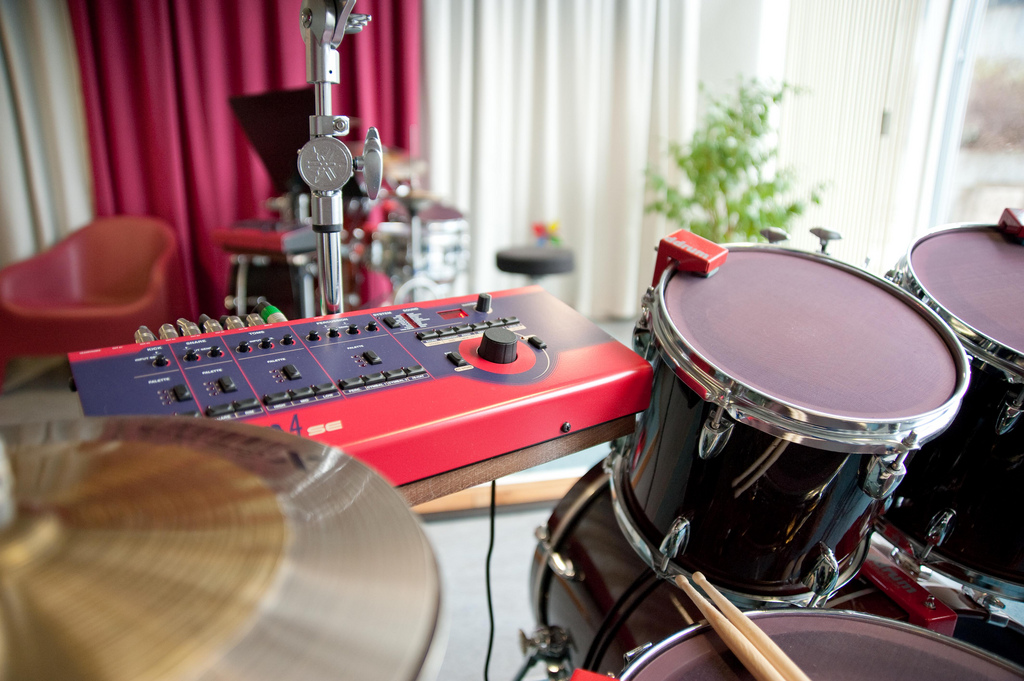
ddrum4 SE

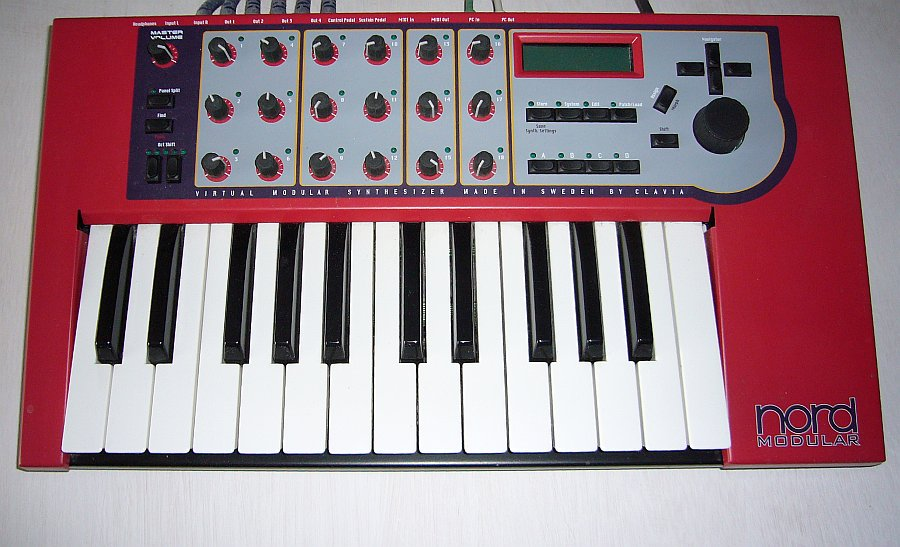
Nord Modular

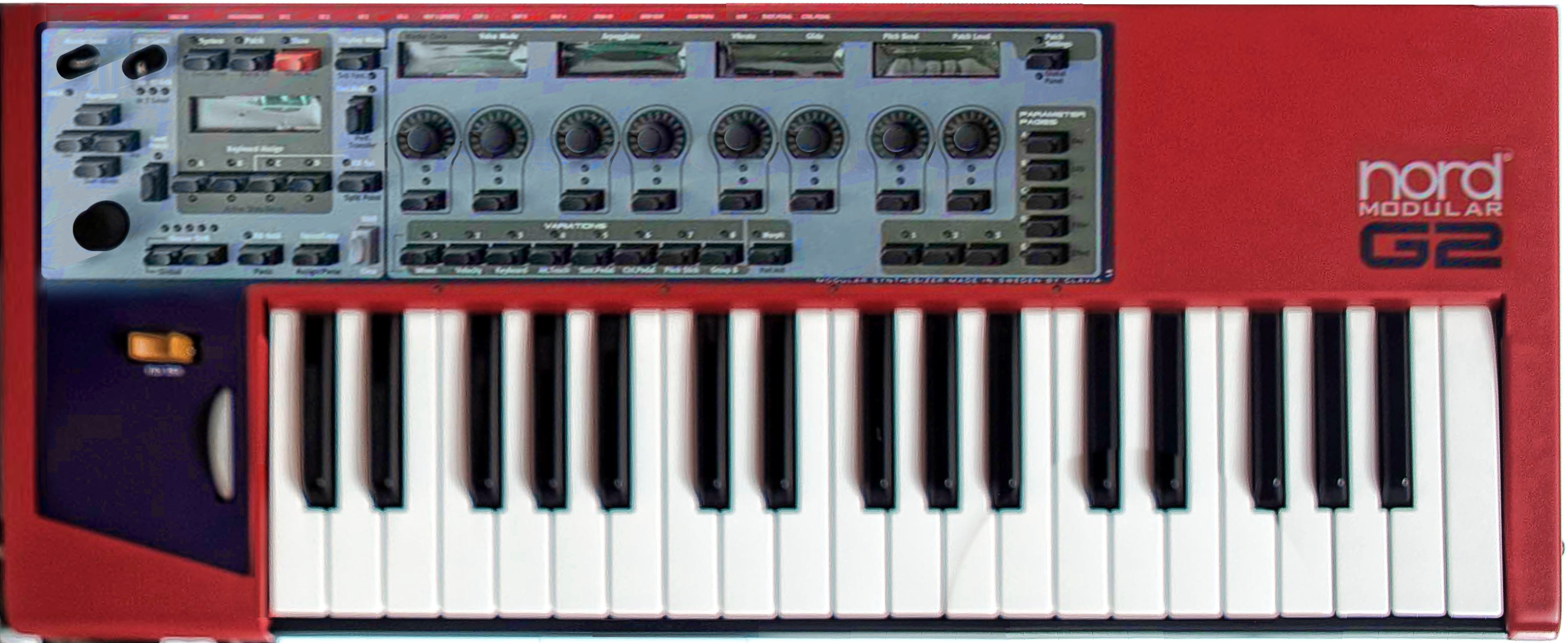
Nord Modular G2

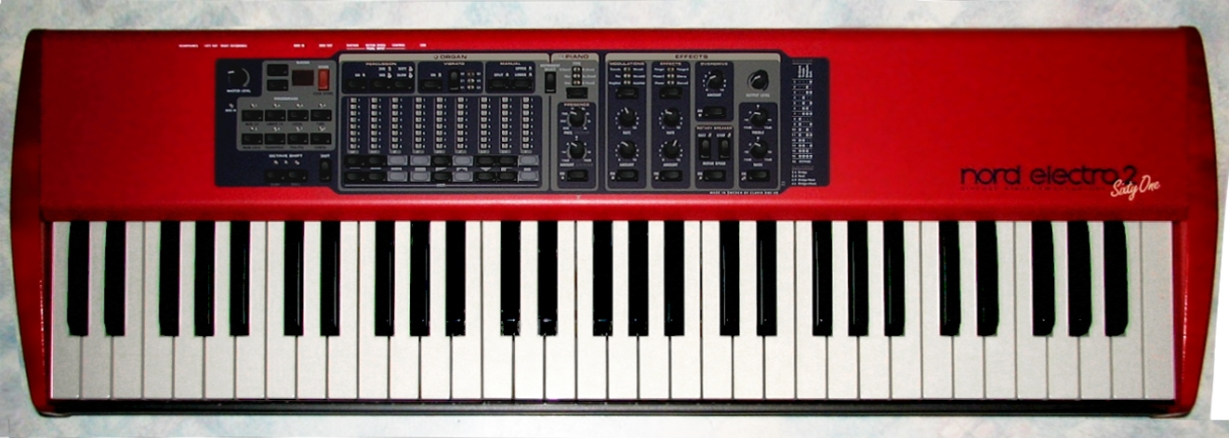
Nord Electro2

- Nord Lead 2X - Sintetizador analógico virtual
- Nord Lead 4 - Sintetizador analógico virtual
- Nord Rack 2X - Módulo MIDI analógico virtual
- Nord Electro 4 - Teclado electromecánico virtual
- Nord Electro 4 SW73 - Teclado electromecánico virtual, 2X Memory for Nord Sound Libraries (Electro 4 SW73/HP Only)
- Nord Electro 4 D - Teclado electromecánico virtual al que se añade un nuevo set hardware de Drawbars
- Nord Electro 4 HP - Teclado electromecánico virtual con teclado contrapesado, 2X Memory for Nord Sound Libraries (Electro 4 SW73/HP Only)
- Nord Piano 2 - Piano de concierto
- Nord Stage 2 - Teclado de concierto
- Nord C2D - Órgano Dual Manual y Virtual
- Nord Pedal Keys 27 - Pedalera de órgano MIDI
- Nord Drum3 - Sintetizador de batería analógico virtual

## Productos discontinuados
Nota: ver
- DDrum serie de Clavia (vendida en el año 2005)[3]
- Nord Drum - Sintetizador de batería analógico virtual
- Nord Drum2 - Sintetizador de batería analógico virtual
- Nord Piano 88 - Piano de concierto
- Nord C1 - Órgano Dual Manual y Virtual
- Nord C2 - Órgano Dual Manual y Virtual
- Nord Electro - Teclado electromecánico virtual
- Nord Electro Rack - Módulo MIDI electromecánico
- Nord Electro 2 - Teclado electromecánico virtual
- Nord Electro Rack 2 - Teclado electromecánico virtual
- Nord Electro 3 - Teclado electromecánico virtual
- Nord Lead (1995) - Sintetizador analógico virtual
- Nord Lead 2 (1997) - Sintetizador analógico virtual
- Nord Lead 3 - Sintetizador analógico virtual
- Nord Rack - Sintetizador analógico virtual
- Nord Rack 2 - Sintetizador analógico virtual
- Nord Rack 3 - Sintetizador analógico virtual
- Nord Stage Classic - Teclado de concierto
- Nord Stage EX - Teclado de concierto
- Nord Modular - Sintetizador modular basado en software
- Nord Modular G2 - Sintetizador modular basado en software
- Nord Modular G2x - Sintetizador modular basado en software
- Nord Micro Modular - Sintetizador modular basado en software
- Nord Wave - Sintetizador de Performance

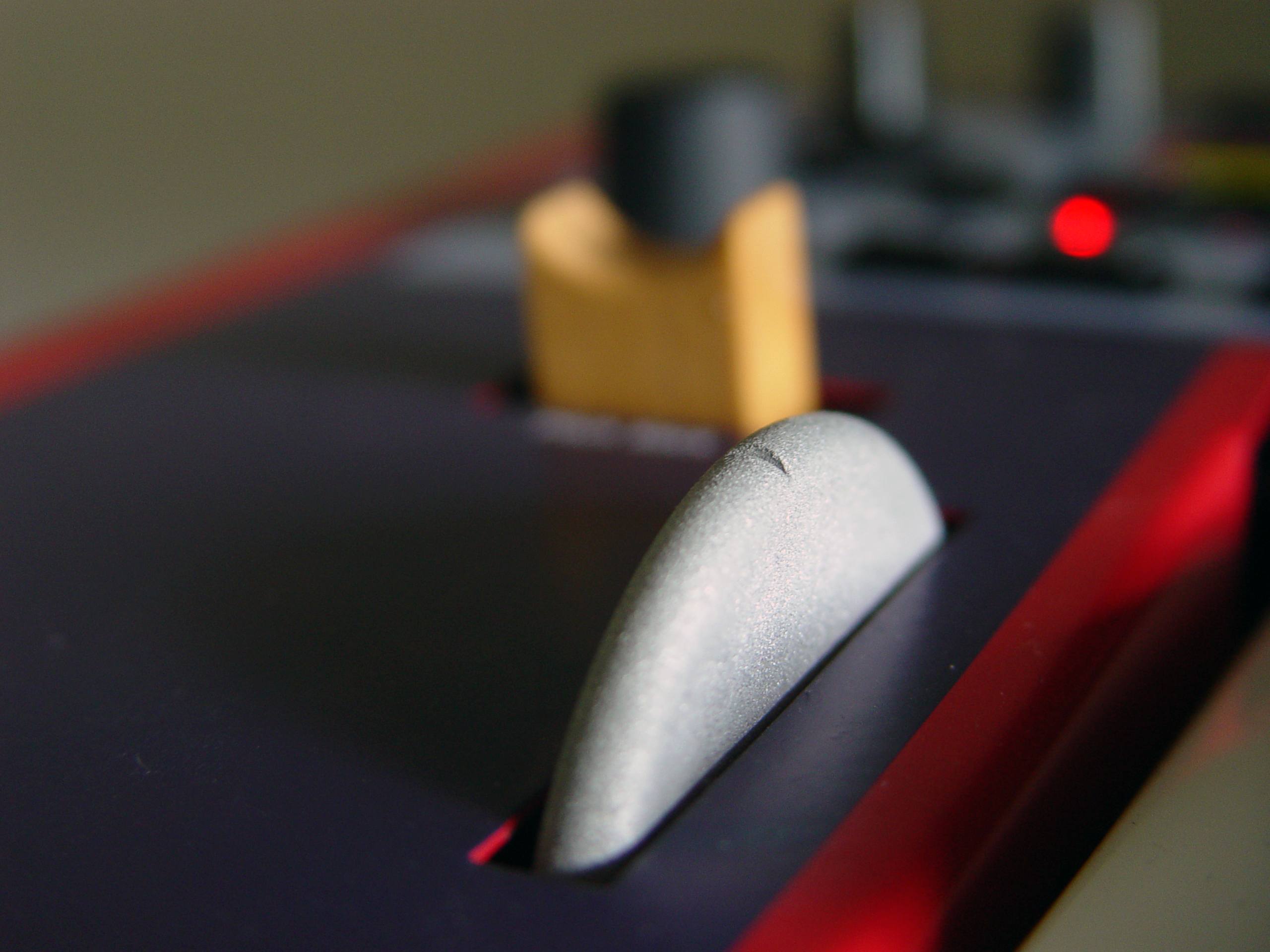
Pitch stick & wheel (Nord Modular G2)
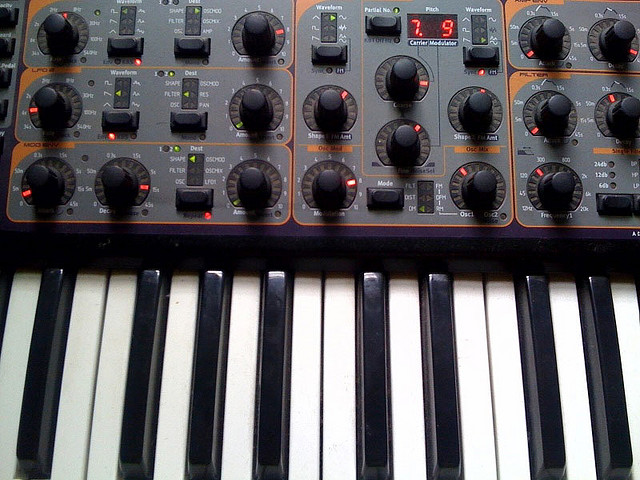
Nord Lead 3
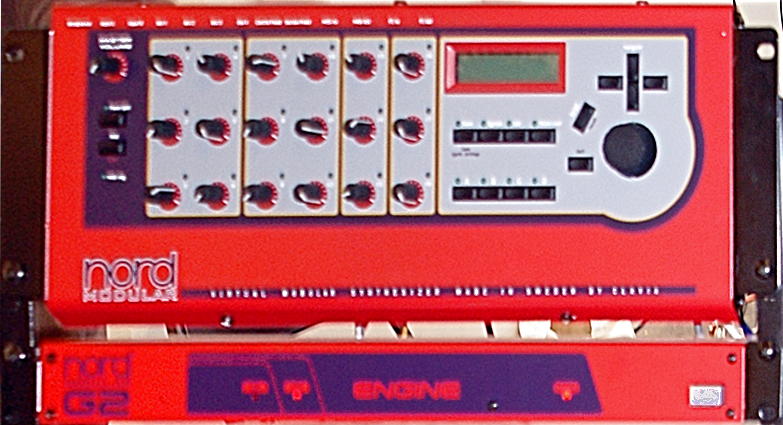
Nord Modular Rack & G2 Engine
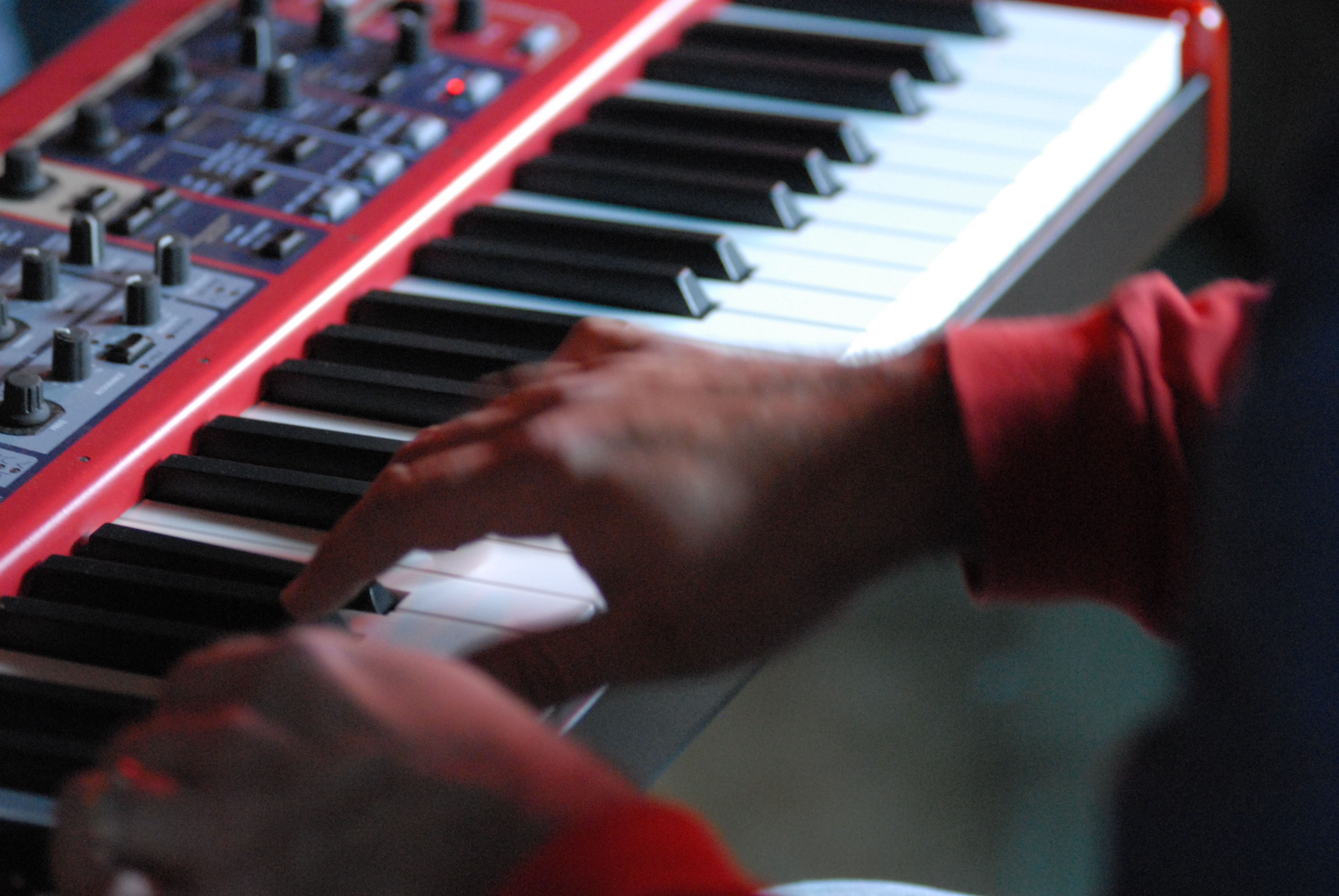
Nord Stage 88